# Hemieuxoa harpegnoma
Hemieuxoa harpegnoma är en fjärilsart som beskrevs av Márton Hreblay och Ronkay. Hemieuxoa harpegnoma ingår i släktet Hemieuxoa och familjen nattflyn. Inga underarter finns listade i Catalogue of Life.